# Werner Drewes
Werner Drewes (* 27. Juli 1899 in Canig (heute Kaniów/Polen) in der Niederlausitz; † 21. Juni 1985 in Reston (Virginia)) war ein deutsch-amerikanischer Maler und Druckgrafiker. 
Seit seinem Tod im Jahr 1985 findet Werner Drewes  bei Sammlern und Kuratoren ständig wachsende Anerkennung seiner wichtigen Rolle und deren Auswirkungen auf die amerikanische Kunst des zwanzigsten Jahrhunderts. Als Student lernte er während der 1920er Jahre bei Lyonel Feininger und László Moholy-Nagy am Weimarer Bauhaus. Er war einer der ersten Künstler, der die bahnbrechenden Konzepte der Bauhausschule in den Vereinigten Staaten über seine Malerei, Druckgrafik und Lehre bekannt machte.

## Leben und Werk
Werner Drewes wurde als Sohn des lutherischen Pastors, Georg Drewes, 1899 in Canig in der Niederlausitz geboren. Im Ersten Weltkrieg war Drewes für zwei Jahre als Soldat an der  Westfront. 1919 immatrikulierte er sich an der Technischen Universität in Berlin-Charlottenburg im Studiengang Architektur und Design. 1920 begann er dann mit einem Architekturstudium an der Technischen Universität in Stuttgart. Ein Jahr später wechselte er an die Kunstgewerbeschule in Stuttgart. 1921 ging er an das Bauhaus in Weimar, wo er bei Paul Klee, Johannes Itten und Georg Muche studierte. Von 1923 bis 1927 reiste er ausgiebig in ganz Europa, Nordamerika und Asien. Nach seiner Rückkehr nach Deutschland im Jahre 1927 war er wieder am Bauhaus an seinen neuen Standort in Dessau, wo er sich in den Klassen von László Moholy-Nagy (Grafik) und Wassily Kandinsky (Malerei) immatrikulierte.
Als 1930 der politische Druck auf die Bauhaus-Künstler zunehmend unerträglich wurde (die Nationalsozialisten schlossen das Bauhaus 1933), vor allem für diejenigen Künstler, die sich der abstrakten Kunst verschrieben hatten, verließ Drewes Deutschland. Er emigrierte mit seiner Frau und ihren beiden Söhnen nach New York City, wo 1931 der dritte Sohn zur Welt kam. Trotz der Weltwirtschaftskrise blühte Drewes in seiner neuen Umgebung auf. Er lehrte Druckgrafik am Brooklyn Museum, referierte in Stanley William Hayters Atelier 17 und war Lehrer für Malerei, Zeichnung und Druckgrafik an der Columbia University. 1937 war er Gründungsmitglied der American Abstract Artists Gruppe, die erste offizielle Organisation in den Vereinigten Staaten, die sich der Schaffung von nichtgegenständlicher Kunst widmete. Zu der Gruppe zählten unter anderem Ad Reinhardt, Sidney Geist und Ibram Lassaw.
Drewes, dessen Ruf weiter gewachsen war, nahm 1946 die Professur für Design an der Washington University in St. Louis an. Diese Stellung gewährte ihm mehr finanzielle Stabilität und als Ergebnis konnte er sich konzentrierter seiner Kunst widmen. In dieser Zeit traf er auf Max Beckmann, der auch an der Universität lehrte und mit dem ihn fortan eine Freundschaft verband.
Drewes emeritierte 1965 und zog nach Reston, Virginia, wo er  bis zu seinem Tod im Jahr 1985 künstlerisch aktiv blieb. Drewes genoss große Anerkennung für seine Arbeit in diesen späteren Jahren. Eine große Retrospektive im Smithsonian American Art Museum 1984 widmete sich ganz seiner Druckgrafik.

## Ausgewählte Ausstellungen
- 1961: Cleveland Museum of Art
- 1962: Achenbach Foundation for the Graphic Arts, Museum of the Legion of Honor, San Francisco
- 1966: Everhart Museum, Scranton, Pennsylvania
- 1968: Trenton State College
- 1969: National Collection of Fine Arts, Washington
- 1979: Washington University, St. Louis
- 1983: Associated American Artists, New York
- 1984: Smithsonian Museum of American Art, Washington (große Retrospektive)
- 2000: Tobey C. Moss Gallery, Los Angeles
- 2006: Platt Fine Art, Chicago

## Ausgewählte Sammlungen
- Smithsonian Museum of American Art, Washington Smithsonian Museum of American Art, Washington
- Metropolitan Museum of Art, New York
- Whitney Museum of American Art, New York
- New York Public Library
- Museum of Modern Art, New York
- Brooklyn Museum, New York
- National Gallery of Art, Washington
- Museum of Fine Arts, Boston